# Аризона Койотс
«Аризона Койотс» (укр. Койоти Аризони, англ. Arizona Coyotes) — колишня команда НХЛ професіональна хокейна команда НХЛ, яка була розташована в місті Темпе, у штаті Аризона, США.

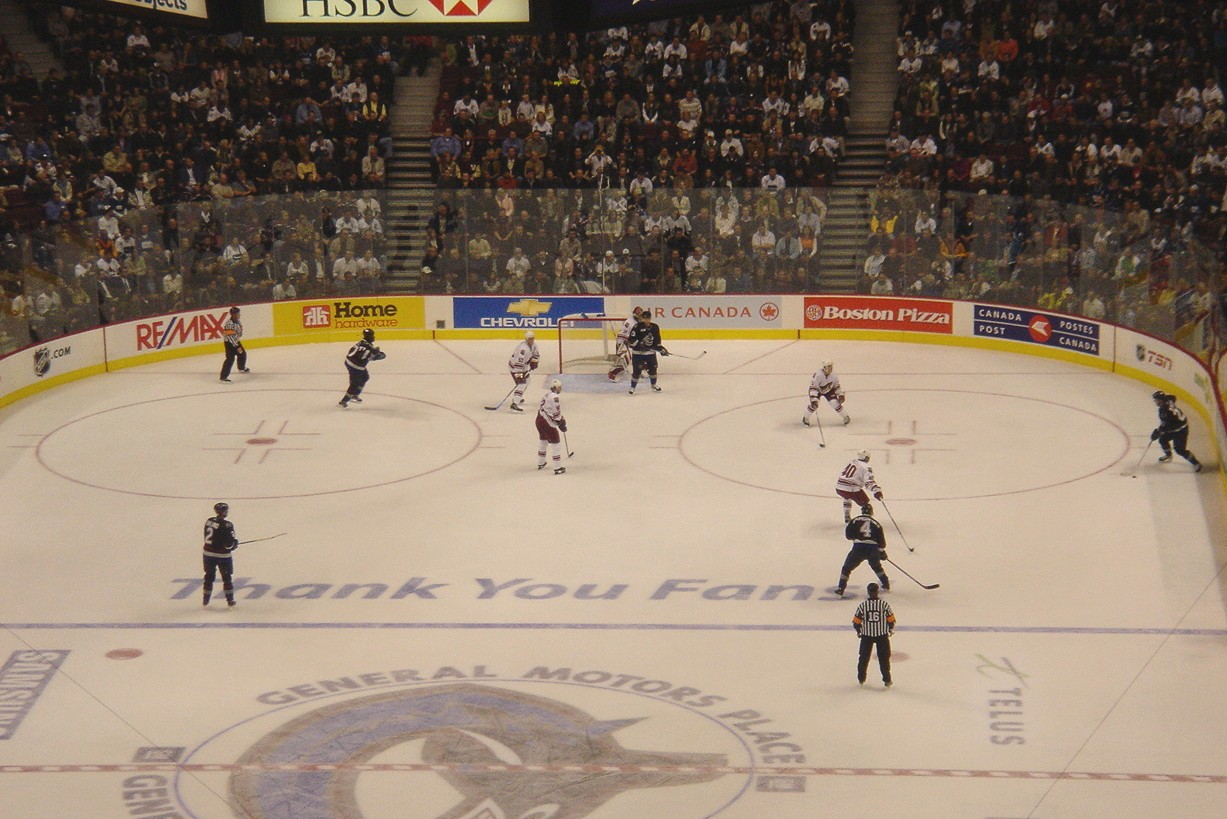
Гравці «Фініксу» (світла форма) у матчі проти «Ванкувер Канакс» (темна форма).

Команда заснована у 1972 в місті Вінніпег, Манітоба (Канада) під назвою  «Вінніпег Джетс»  і була членом Всесвітньої хокейної асоціації.  У 1979 команда стала членом Національної хокейної ліги.  У 1996 команда переїхала до Глендейлу (штат Аризона) і змінила назву на «Фінікс Койотс». Команда була членом Центрального дивізіону, Західної конференції, Національної хокейної ліги. У сезоні НХЛ 2021–2022 років «Койоти» повернулися до Центрального дивізіону вперше з сезону 1997–98.
Домашнє поле для «Аризона Койотс» — Мулет Арена.  
«Койотс» не вигравали Кубок Стенлі.